# Lina gård

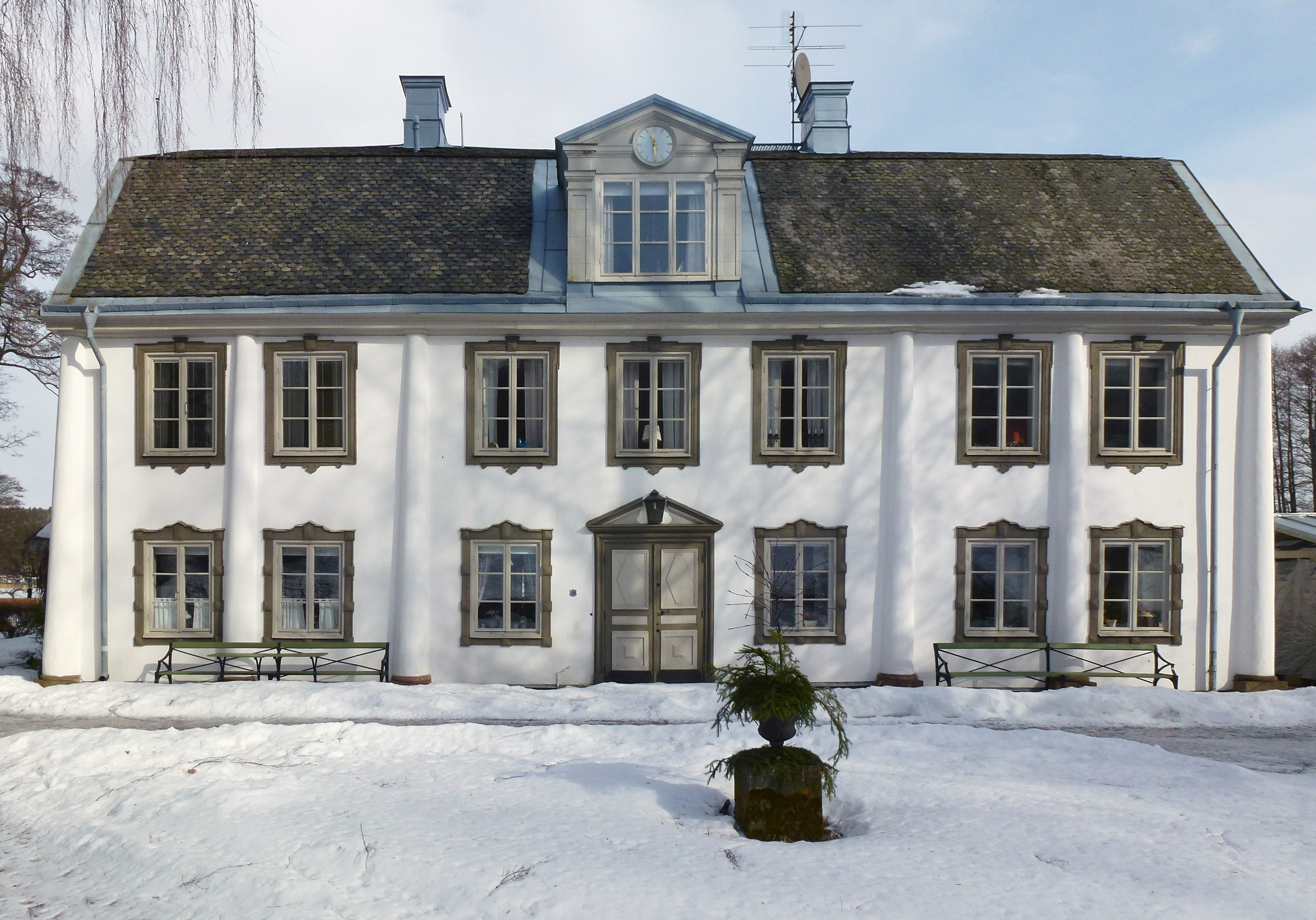
Lina gårds huvudbyggnad i mars 2013, fasad mot väst.

Lina gård är ett tidigare säteri beläget vid västra sidan om Linasundet i nuvarande  Södertälje kommun. Egendomen, som är ett av de äldsta i Södermanland omnämns redan 1276 och ägdes av bland andra Gustaf Lilliecrona, Johan von Engeström och Gillis Bildt,  farfars farfar till Carl Bildt. 
Lina har även blivit känt för Lina tegelbruk som  varit igång i olika former mellan åren 1783-1974. Enligt en inventering av kulturmiljöer i Södertälje kommun tillhör Lina gård ”... de mest intressanta byggnaderna i den väl sammanhållna och avgränsade gårdsmiljön”. Intill gården ligger Lina naturreservat som bildades 1992.

## Tidig historia
Lina ligger i Västertälje socken. I området finns ett flertal fornlämningar från yngre stenålder till  yngre järnålder som vittnar om traktens långa bosättningskontinuitet. Enligt en legend tillhörde Lina Ragnhild av Tälje på 1100-talet.
År 1276 omnämns Magnus Ladulås råd Sigge Guttarmsson som  ”herre på Lina”. Under en lång följd av år var Lina kykogods och indrogs på 1500-talet till kronan genom Gustav Vasas reduktion. 

## Historiska kartor
| Vänster: Del av 1772 års vägkarta över Stockholm med gårdarna Lina, Kilholm, Högetorp och Wiksberg. Höger: Lina, Kiholm och Ragnhildsborgs gård 1901. |  | Vänster: Del av 1772 års vägkarta över Stockholm med gårdarna Lina, Kilholm, Högetorp och Wiksberg. Höger: Lina, Kiholm och Ragnhildsborgs gård 1901. |
| Vänster: Del av 1772 års vägkarta över Stockholm med gårdarna Lina, Kilholm, Högetorp och Wiksberg. Höger: Lina, Kiholm och Ragnhildsborgs gård 1901. |  | |

## Gårdens historik
År 1562 uppges som ägare till Lina en Lasse Knutsson och 1592 en Hans de Frent. År 1593 donerade Karl IX Lina gård till Södertälje stad mot 50 daler årligt arrende, ”uppå det att staden dess förr och mera i förkofran och tillväxt måge”, som det bland annat stod i donationsbrevet av den 29 januari 1593. Men Södertälje stad skötte donationen dåligt, husen förföll och revs och ”all åker lades igen till äng”. Därefter återtogs Lina till kronan.
Den 26 januari 1627 donerade Gustav II Adolf ”Lina äng och torp” till hovapotekaren Kasper Kenig, senare adlad till Lilliecrona. Under honom fick gården säterirättigheter. Gården stannade sedermera i släkten, bland senare ägare märks Gustaf Lilliecrona, som var diplomat, ämbetsman och landshövding. Gustaf Lilliecrona föddes den 10 oktober 1623 på granngården Kiholms gård. År 1661 sålde överstelöjtnant Kasper Lilliecrona egendomen till Wilhelm Drakenhielm.
Bland senare ägare kan nämnas politikern Johan von Engeström som övertog Lina gård 1780 och avled även där 1807. Under hans tid anlades redan ett mindre tegelbruk. Från 1820-talet och till sin död var kammarrådet Nils Dufva ägare till Lina. Han ägde även gården Hanstavik i nuvarande Nykvarns kommun. 
Genom gifte med Nils Dufvas dotter, Rose Lucie Dufva kom gården 1861 i Gillis Bildts ägo. Han var bland annat Sveriges riksmarskalk (1886–1894) och  Sveriges statsminister (1888–1889). Inom släkten Bildt stannade gården fram till 1905 då den förvärvades av Kiholm Aktiebolag. Företaget startade Lina tegelbruk som 1914 uppgick i AB Mälardalens tegelbruk.
Efter Mälardalens tegelbruk ägdes Lina gård av Arvid Carlander med familj, som 1965 sålde delar av egendomen till Södertälje kommun, bland annat marken till nuvarande Ronna och Lina hage. Efter Arvid Carlanders död i mitten av 1960-talet fortsatte änkan Lisa Carlander att bebo Lina gård sommartid ända till 1985, då hon avled 89 år gammal. Idag är Lina gård privatägd, gårdens byggnader hyrs ut till företag och turister.

## Byggnader
Infarten till gårdsområdet flankeras av två stora, rödmålade magasinsbyggnader som möjligen härrör från 1700-talet. Den södra har brutet tak, den norra ett sadeltak. Den södra var kvarnmagasinet och utmärker sig genom sin stora volym. Den norra byggnaden lär ha använts som brännvinsbränneri.
Huvudbyggnaden är sannolikt uppförd under 1600-talet men har byggts på med en våning kring år 1800. Byggnaden är ett timrat och rappat tvåvåningshus med sju fönsteraxlars längd och tre fönsteraxlars bredd, planmåtten är 21x11 meter. Fasaderna accentueras av halvrunda, upptill avsmalnande pilaster och två centralt placerade takkupor (en mot öst och en mot väst). Taket är valmat och täckt med skifferplattor. Cirka 100 meter norr om huvudbyggnaden finns husgrunden efter Lina kvarn. I miljön finns ytterligare några timrade och rödfärgade boningshus som är tillkomna under 1700- och 1800-talen. 

### Bilder, byggnader

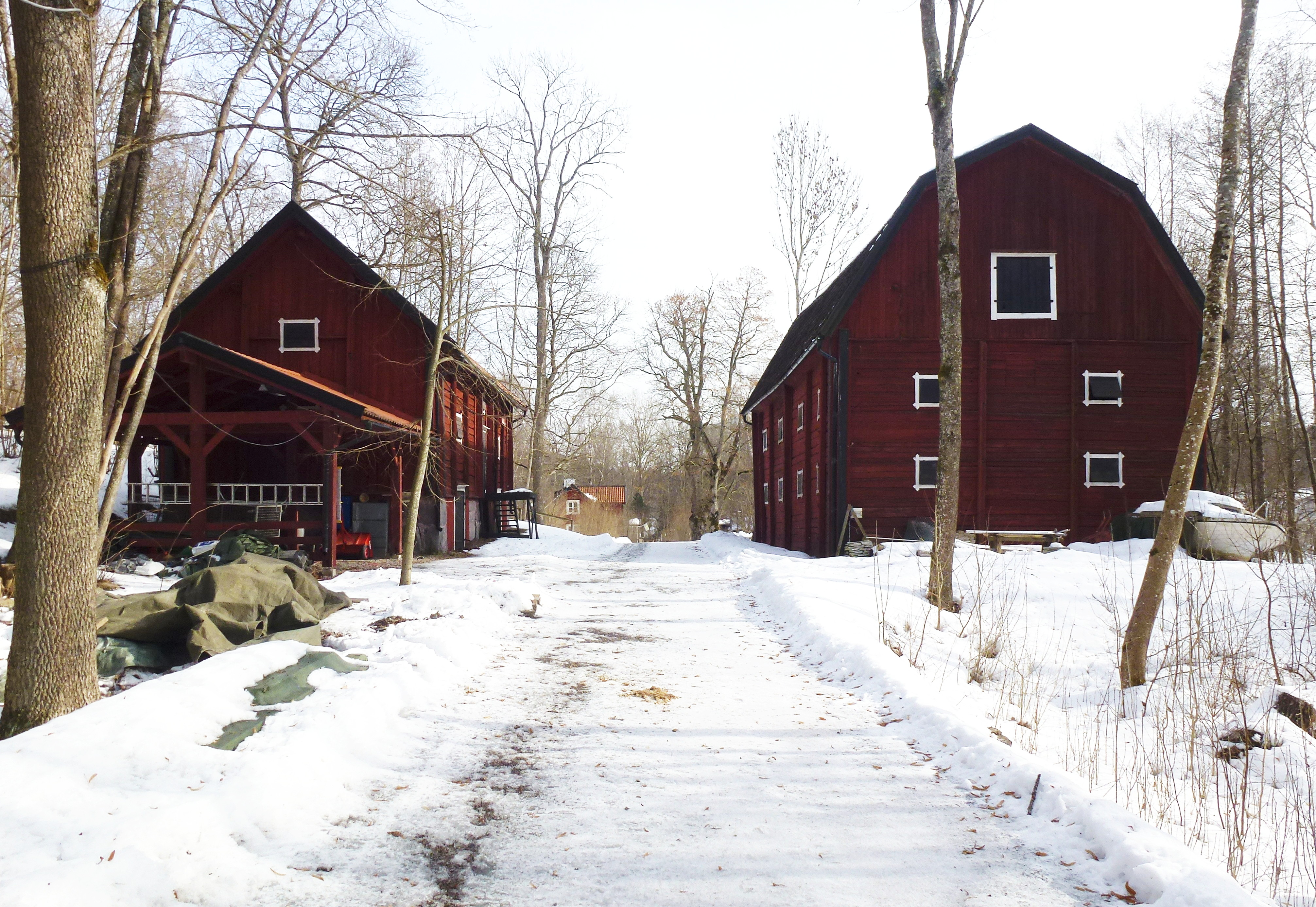
Magasinsbyggnader
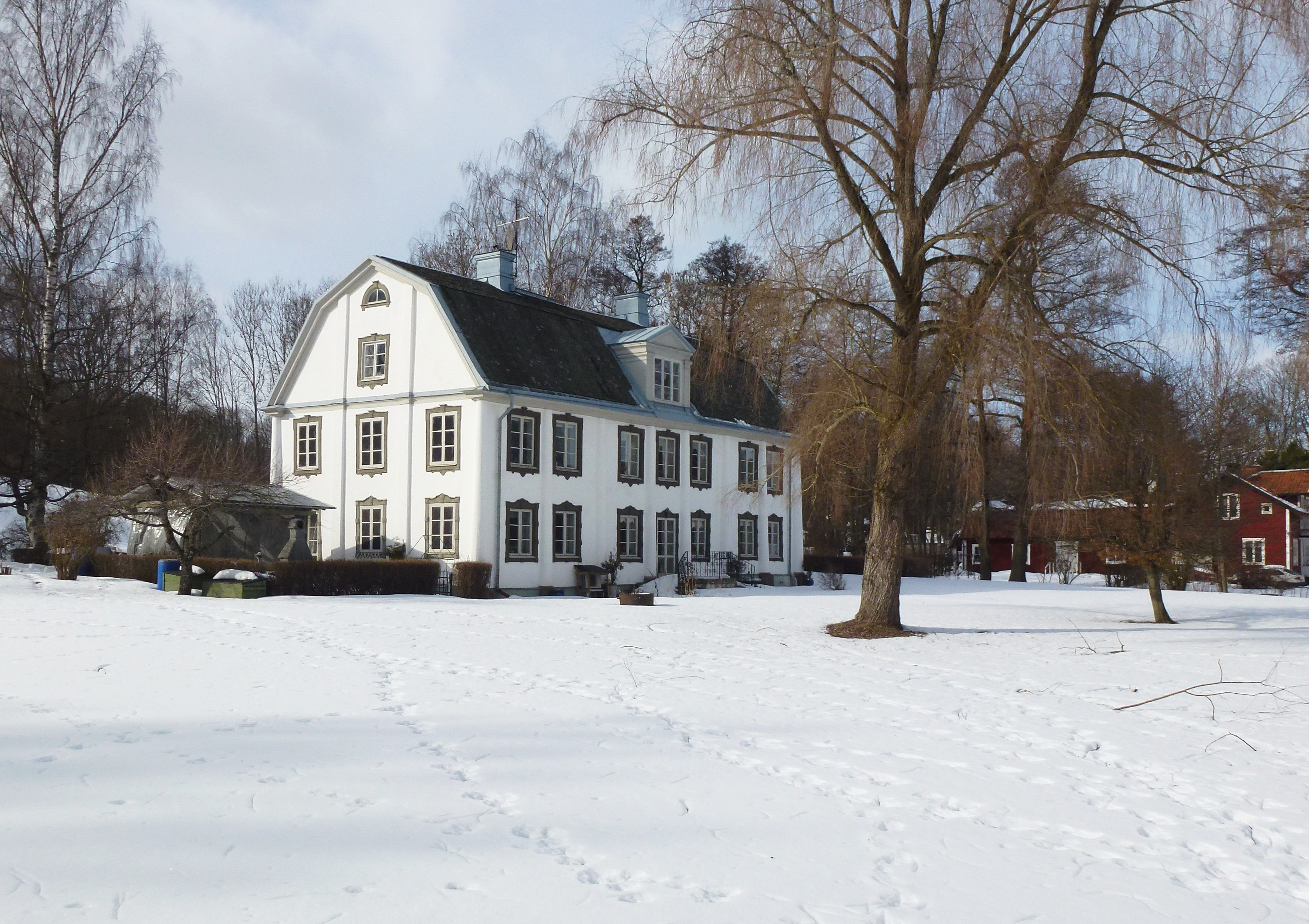
Huvudbyggnaden mot öst
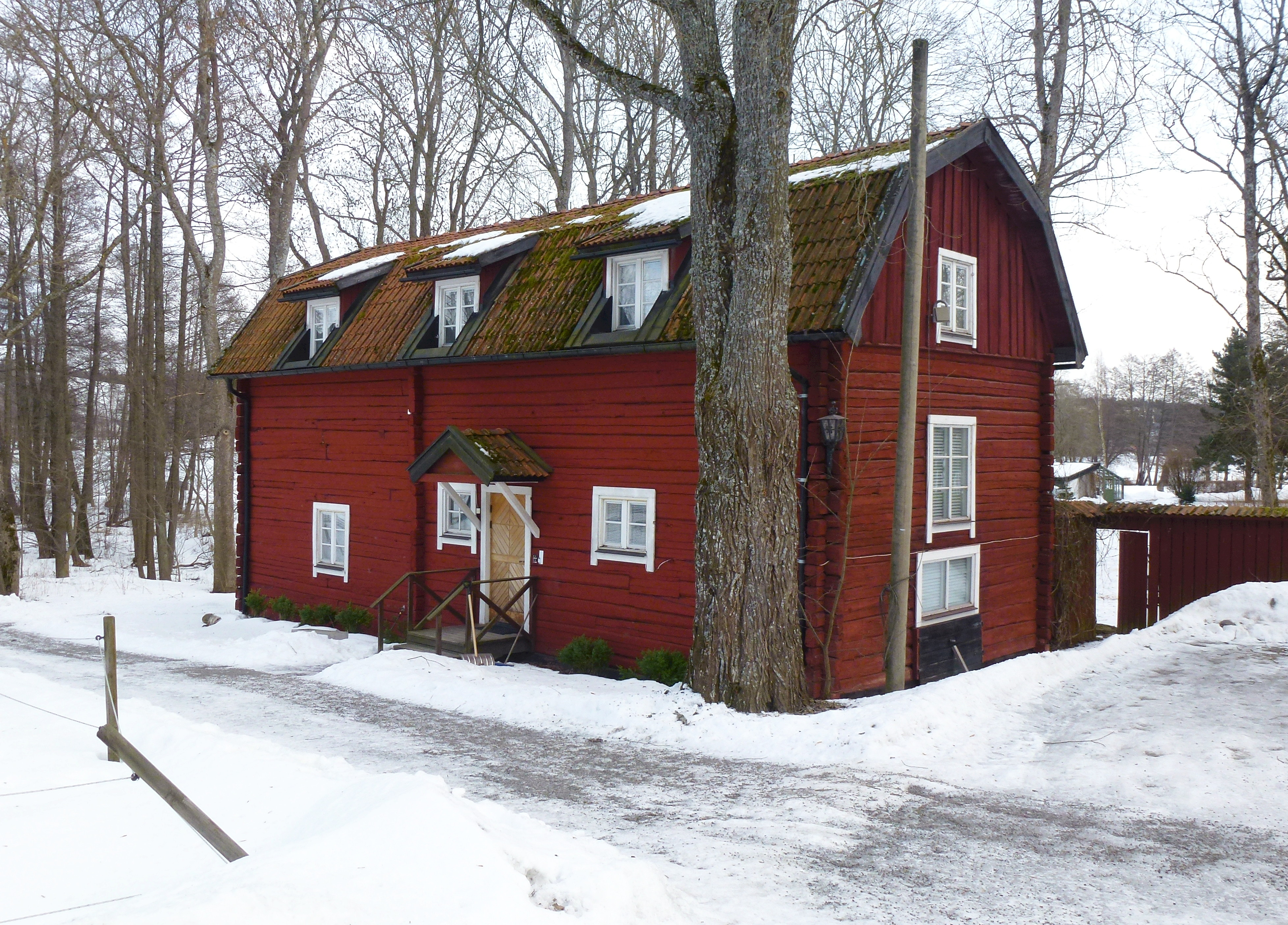
Äldre boningshus
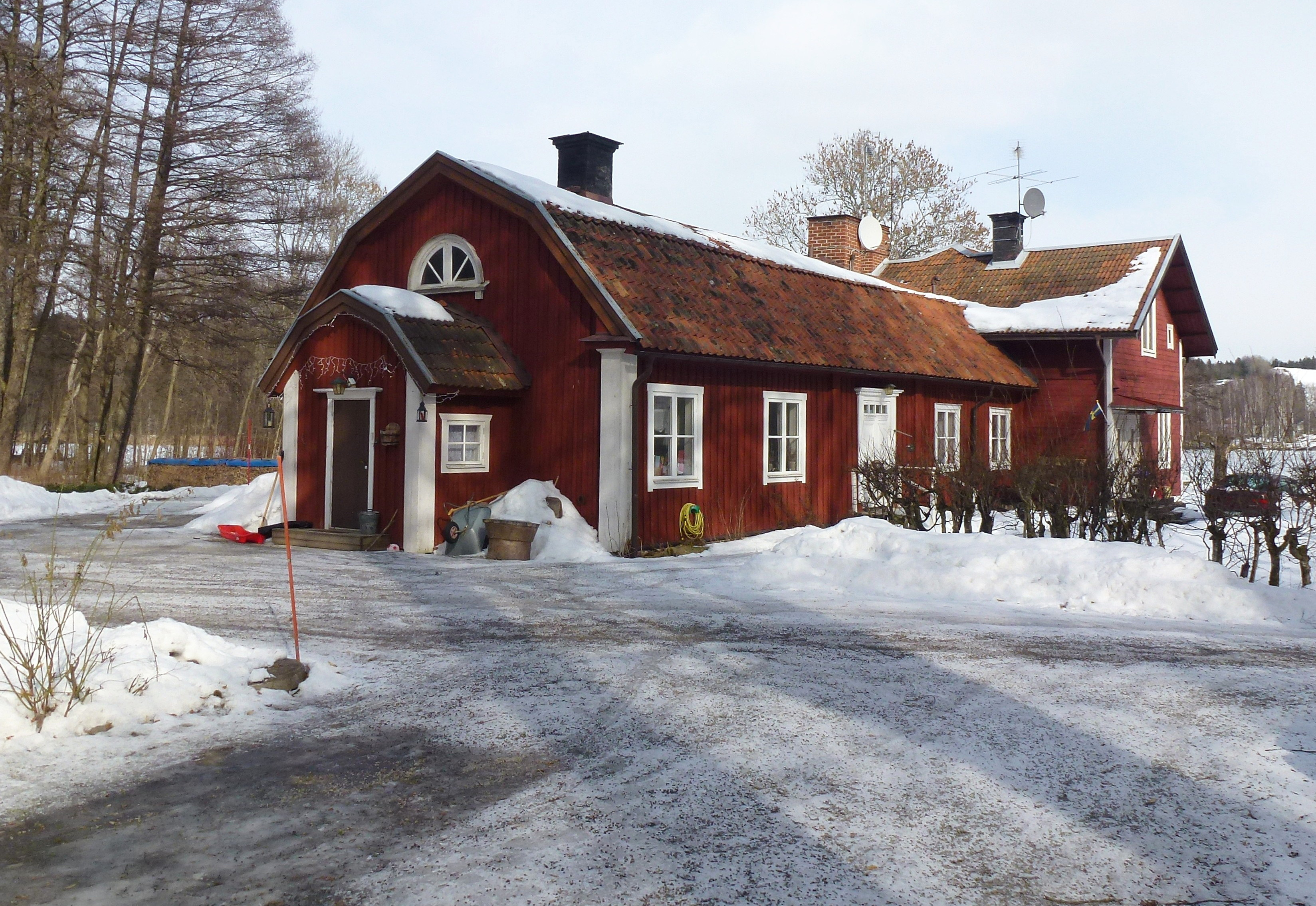
Äldre boningshus

## Lina tegelbruk

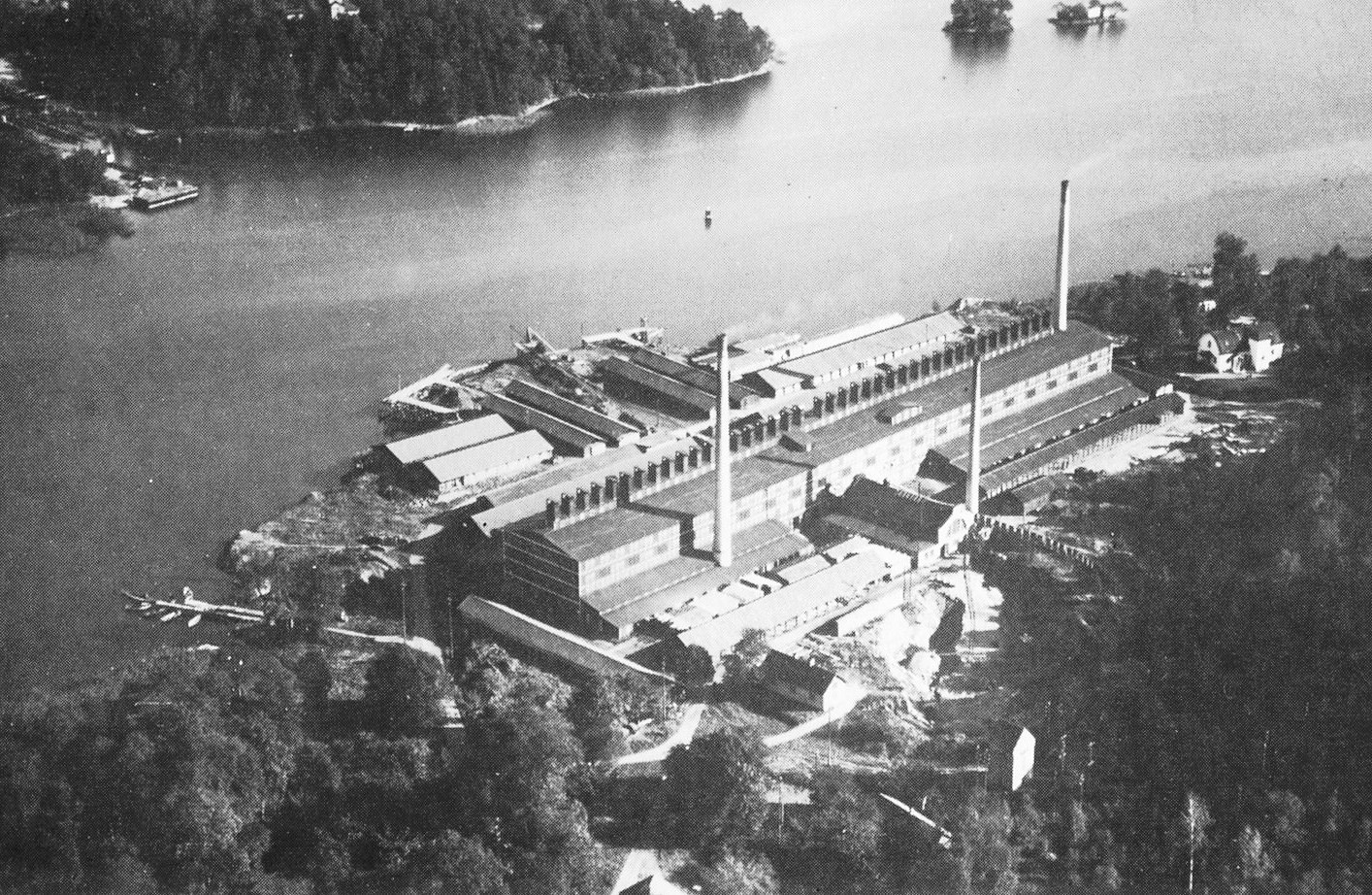
Lina tegelbruk 1928.

På Lina gård fanns ett litet tegelbruk redan 1783. Det var ett gårdsbruk under ägaren Johan von Engeström. År 1905 inköptes lantegendomen Lina gård av Kiholms AB som drev ett mindre tegelbruk vid Kiholms gård norr om Lina. Lina tegelbruk blev ett av de största och mest moderna tegelbruken i sitt slag i Sverige. Bruket producerade betydande kvantiteter av murtegel och även andra produkter som taktegel och rörtegel. 
Stockholms stadshus och Kungliga Tekniska Högskolan i Stockholm tillhör de byggnader som uppförts av tegel från Lina, likaså Söderby sjukhus i Salem. Lina tegelbruk inköptes 1914 av AB Mälardalens tegelbruk. Anläggningen brann ner 1947, men återuppbyggdes och var i produktion fram till 1974, de sista byggnaderna revs slutligen år 2005.